# إدوارد ويليام جيمس أوينز
إدوارد ويليام جيمس أوينز هو سياسي كندي، ولد في 15 أكتوبر 1860 بدبلن في جمهورية أيرلندا، وتوفي في 11 نوفمبر 1928 بتورونتو في كندا. حزبياً، نشط في حزب أونتاريو المحافظ التقدمي. وقد انتخب عضو برلمان مقاطعة أونتاريو.